# Cyanopterus dentiscapa
Cyanopterus dentiscapa är en stekelart som först beskrevs av Ramakrishna Ayyar 1928.  Cyanopterus dentiscapa ingår i släktet Cyanopterus och familjen bracksteklar. Inga underarter finns listade i Catalogue of Life.